# Соботка, Пршемысл
Пршемысл Соботка (чеш. Přemysl Sobotka; род. 18 мая 1944 года, Млада-Болеслав, Протекторат Богемии и Моравии) — чешский государственный, политический деятель и врач-хирург.
Председатель Сената Чехии с 15 декабря 2004 года до 23 октября 2010 года. Был долголетним сенатором от 34-го избирательного округа (Либерец). Неоднократно был избран в президиум чешского Сената, где занимал должности первого заместителя и рядового заместителя председателя Сената. Был кандидатом ODS на первых прямых президентских выборах в 2013 году.

## Биография
Родился в 1944 году в Младе-Болеславе, однако с 1945 года стал проживать с семьёй в Либерце. Его отец Зденек Соботка представлял Чехословакию на летних Олимпийских играх в Берлине в 1936 году на состязании по прыжкам в высоту. Пршемысл Соботка окончил гимназию в Либерце, позднее окончил медицинский факультет Карлова университета, а после этого стал работать в хирургическом отделении в больнице Либерца. В день вторжения войск стран Варшавского договора 21 августа 1968 года, Пршемысл Соботка работал на своей первой смене в качестве хирурга, в тот день в больницу было доставлено более 50 человек, которые были ранены на площадях города. Позже он перевелся в рентгенологическое отделение, а с 1991 года был заведующим отделением. С 1990 по 1996 год был одним из членов правления больницы.

### Политическая деятельность
До 1989 года не состоял ни в одной политической партии, однако два года обучался в Вечернем университете марксизма-ленинизма. В качестве причины он называл то, что без этого он не мог профессионально расти как врач, и считал это «более приемлемой альтернативой, чем членство в КПЧ», в которую он отказывался вступать. В интервью в СМИ он также привёл другие примеры своего незначительного «сотрудничества» с режимом, например членство в Революционном профсоюзном движении (чеш. Revoluční odborové hnutí), которое было обязательным, но карьерная функция доверенного лица не являлась.
С 1989 года выступает с позиций антикоммуниста. Во время Бархатной революции вместе с группой своих коллег основал ячейку Гражданского форума в Либерце, а в 1991 году участвовал в создании отделения Гражданской демократической партии в Либерце. На муниципальных выборах в 1990 году был избран депутатом городского собрания города Либерец. С этого же года до 1996 года был членом городского совета города. На первых выборах в Сенат был избран сенатором от 34-го избирательного округа. Позднее был вошел в президиум Сената, избравшись рядовым заместителем председателя Сената. Через два года в 1998 году был переизбран сенатором и заместителем председателя Сената. Позднее, в 2000 году, он был избран первым заместителем председателя.
После неудачных для партии парламентских выборов в 2002 году, критиковал руководство во главе с Вацлавом Клаусом за то, что они не взяли на себя личную ответственность за этот проигрыш, вышел из состава исполнительного совета партии и предложил созыв внеочередного съезда партии. На выборах в 2004 году был вновь переизбран сенатором и был избран председателем Сената Чехии. В 2010 году о нём стали говорить как о возможном кандидате на пост президента Чехии на выборах в 2013 году. Соботка был готов участвовать только в том случае, если он получит сильный мандат от своей партии. Он также высказался за введение прямых выборов президента. В том же году, Соботка критиковал председателя партии Мирка Тополанка за стиль его поведения и потребовал его отставки. Тополанек обвинил Соботку в заговоре, что побудило Соботку покинуть руководство партии. Конфликт привел к отставке Тополанка с позиции лидера партии на парламентских выборах по требованию исполнительного совета. На выборах в 2010 году был вновь переизбран сенатором и занял функцию первого заместителя председателя Сената.
Выдвинул свою кандидатуру в президенты в 2011 году и поскольку он победил Евжена Тошеновского на внутрипартийных праймериз, он стал кандидатом ODS на пост президента республики. В первом туре президентских выборов он получил 126 846 (2,46 %) голосов и занял предпоследнее место. В ответ на эти и предыдущие неудачные выборы, он решил не баллотироваться на пост председателя региональной организации партии на выборах в январе 2014 года. В 2014 году был вновь избран первым заместителем председателя Сената.
На выборах в 2016 году решил не переизбираться на пост сенатора, однако принял участие в выборах в региональное собрание Либерецкого края. Первоначально был на 10 месте партийного списка, однако благодаря преференциальным голосам переместился на третье место и был избран депутатом регионального собрания. В конце ноября 2016 года избран заместителем гетмана Либерецкого края в области здравоохранения. В выборах в 2020 году уже не принимал участия и таким образом закончил свою политическую карьеру.